# Рахамім Талбі
Рахамім Талбі (англ. Rachamim Talbi, нар. 17 травня 1943, Видин) — колишній ізраїльський футболіст, півзахисник.

## Клубна кар'єра
У дорослому футболі дебютував 1962 року виступами за «Маккабі» (Тель-Авів), у якому провів чотирнадцять сезонів, взявши участь у 282 матчах чемпіонату. Більшість часу, проведеного у складі тель-авівського «Маккабі», був основним гравцем команди.
Завершив професійну ігрову кар'єру у нижчоліговому клубі «Хапоель» (Марморек), за який виступав протягом сезону 1976–77 років.

## Виступи за збірну
13 червня 1965 року дебютував в офіційних матчах у складі національної збірної Ізраїлю в матчі-кваліфікації на ЧС-1966 проти збірної Болгарії, що завершився нищівною поразкою ізраїльтян з рахунком 0-4.
1968 року брав участь у футбольному турнірі на Літніх Олімпійських іграх в Мехіко, протягом якого виходив на поле в 3 з 4 матчах ізраїльської команди, забивши один гол.
У складі збірної був учасником чемпіонату світу 1970 року у Мексиці.
Протягом кар'єри у національній команді, яка тривала 9 років, провів у формі головної команди країни 32 матчі, забивши 4 голи. Крім того ще провів за збірну 14 матчів (6 голів), які не входять до офіційного реєстру ФІФА.

## Титули і досягнення
«Маккабі» (Тель-Авів)
- Прем'єр-ліга (Ізраїль)
  -  Чемпіон (3): 1966/68, 1969/70, 1971/72

- Кубок Ізраїлю
  -  Володар (4): 1963/64, 1964/65, 1966/67, 1969/70

- Суперкубок Ізраїлю
  -  Володар (2): 1965, 1968

- Ліга чемпіонів АФК
  -  Володар (2): 1969, 1971

Збірні
- Володар Кубка Азії: 1964
- Бронзовий призер Кубка Азії: 1968